# Vízifátyolka-félék

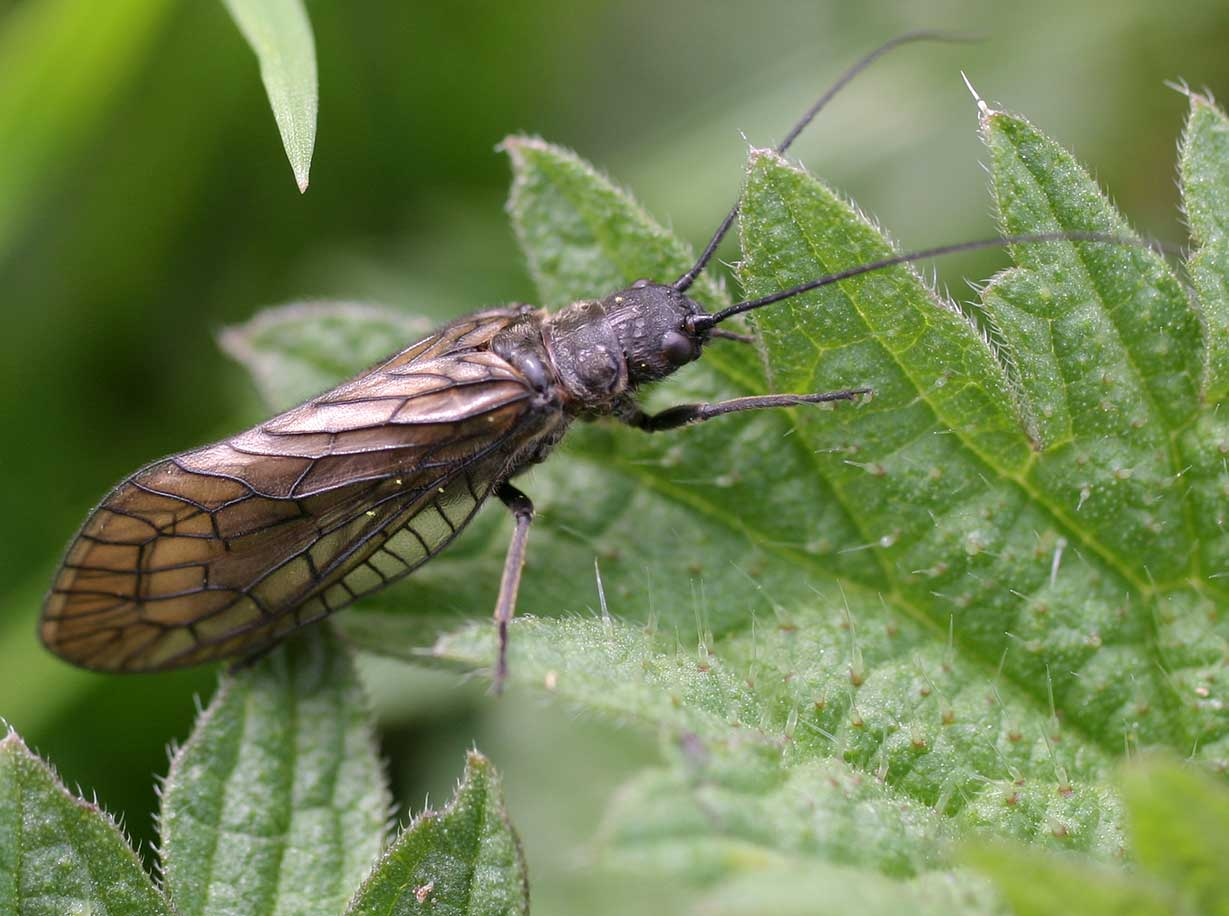
Közönséges vízifátyolka (Sialis lutaria)

A vízifátyolka-félék (Sialidae) az ízeltlábúak (Arthropoda) törzsének, a rovarok (Insecta) osztályának és a nagyszárnyú fátyolkák (Megaloptera) rendjének egyik családja.

## Előfordulásuk
Világszerte előfordulnak, Magyarországon négy fajuk él: közönséges vízifátyolka (Sialis lutaria), barna recésfátyolka (Sialis fuliginosa), Sialis morio és Sialis nigripes.
A közönséges vízifátyolka mindenütt gyakori, a barna recésfátyolka a hegyvidékek lakója, a Sialis nigripes mindenütt ritka.

## Megjelenésük
A vízifátyolkák komor feketésbarna színű, recés szárnyú rovarok. Közepes vagy nagyobb termetűek, szárnyaik fesztávolsága általában 25-35 milliméter. A két pár szárny széles, nagyméretű, egyenlőtlen alakú és nagyságú, puha, hártyás, erekkel sűrűn beszőtt, melyeket nyugalomban a háton háztetőszerűen összehajtva tartanak. A fejük nagy, erős rágókkal és fonal alakú csápokkal, melyek mintegy feleolyan hosszúak, mint a szárnyak. Potrohaik rövidek és zömökök, igen lágy bőrűek. Pontszemeik hiányoznak.

## Életmódjuk
A vízifátyolkák élőhelye fajtól függően eltérő. A közönséges vízifátyolka álló-, ritkábban lassan folyó vizek mellett él, a barna recésfátyolka csaknem kizárólag gyors folyású patakok mellett található. A Sialis nigripes csak folyóvizek, általában nagyobb folyamok közelében él.
Az imágók nappal tevékeny ragadozók, de csak keveset repülnek.